# Fálkafoss
Fálkafoss är ett vattenfall i republiken Island.   Det ligger i regionen Norðurland eystra, i den nordöstra delen av landet, 400 km nordost om huvudstaden Reykjavík. 
Terrängen runt Fálkafoss är platt åt nordväst, men åt sydost är den kuperad. Fálkafoss ligger nere i en dal.  Trakten runt Fálkafoss är nära nog obefolkad, med mindre än två invånare per kvadratkilometer. Det finns inga samhällen i närheten. Omgivningarna runt Fálkafoss är i huvudsak ett öppet busklandskap.